# 拉普拉塔龙属
拉普拉塔龍屬（屬名：Laplatasaurus）是種泰坦巨龍類恐龍，生存於白堊紀晚期（坎潘階）的南美洲。
在1927年，德國古生物學家弗雷德里克·馮·休尼博士（Friedrich von Huene）首次提及這個名稱，但當時沒有經過正式研究的敘述，所以當時是個無資格名稱（Nomen nudum）。在1929年，馮·休尼將這些化石正式敘述、命名，模式種是Laplatasaurus araukanicus，屬名意為「拉普拉塔蜥蜴」，種名則是衍生於馬普切人的別名「Auracanos」。
同樣在1929年，馮·休尼則在文獻裡提到"L. wichmannianus"，但實際上是南極龍的一個種（A. wichmannianus）的筆誤。在1933年，馮·休尼與查爾斯·馬特里（Charles Alfred Matley）將馬達加斯加泰坦巨龍（T. madagascariensis ）改歸類為拉布拉達龍的一個種，馬達加斯加拉布拉達龍（L. madagascariensis），該種目前已重新歸類回泰坦巨龍。
拉普拉塔龍的化石包含：四肢骨頭、數節背椎、數節尾椎，發現於阿根廷的三個挖掘地點，屬於Allen組地層，地質年代相當於坎潘階。其中有一些化石是理查德·萊德克（Richard Lydekker）發現，當時被歸類於南方泰坦巨龍（T. australis），後來重新歸類於拉布拉達龍。馮·休尼在命名時，沒有選定正模標本。在1979年，何塞·波拿巴將編號MLP 26-306標本，選定為選模標本，包含一個脛骨、一個腓骨，但這兩個化石可能來自於不同個體。
根據估計，拉普拉塔龍身長約為18公尺。牠們的背部擁有鱗甲，類似薩爾塔龍，但是拉布拉達龍的鱗甲有較小的稜脊。
馮·休尼在命名時，將拉普拉塔龍歸類於泰坦巨龍科，目前仍多沿用這個傳統分類。在1986年，傑米·鮑威爾（Jaime E. Powell）曾將拉普拉塔龍拼成Titanosaurus aurakanicus。之後在2003年的重新研究，鮑威爾表是當年是以替代名稱方式使用這名稱。目前拉普拉塔龍普遍被認為是有效屬。